# Victrix maurorum
Victrix maurorum là một loài bướm đêm trong họ Noctuidae.